# Kizukispett
Kizukispett (Yungipicus kizuki) är en östasiatisk fågel i familjen hackspettar inom ordningen hackspettartade fåglar. Den förekommer i japanska övärlden samt från sydöstra Sibirien söderut till östra Kina. Beståndet anses vara livskraftigt. 

## Kännetecken

### Utseende
Kizukispetten är en liten (13-15 cm) brun, svart och vit hackspett. På huvudet syns gråbrun hjässa, bruna örontäckare, ett vitt ögonbrynsstreck från ovan ögat till nacken, ett gråbrunt strupsidestreck och ett vitt mustaschstreck. Hakan och strupen är vit, bröstet med antrykning av brunt och resten av undersidan med varierande streckning. Ovansidan är mörkbrun, på övre vingtäckare och vingpennor svart, med vågräta vita band. Den svartaktiga stjärten är vitbandad på yttre stjärtpennorna.
Könen är lika varandra, men hanen har en liten röd fläck på nacksidan som ofta döljs av ovanliggande fjädrar. Honan har i snitt längre stjärt, näbb och vingar än hanen. Viss geografisk variation finns, där nordliga fåglar är mindre och mörkare än sydliga.

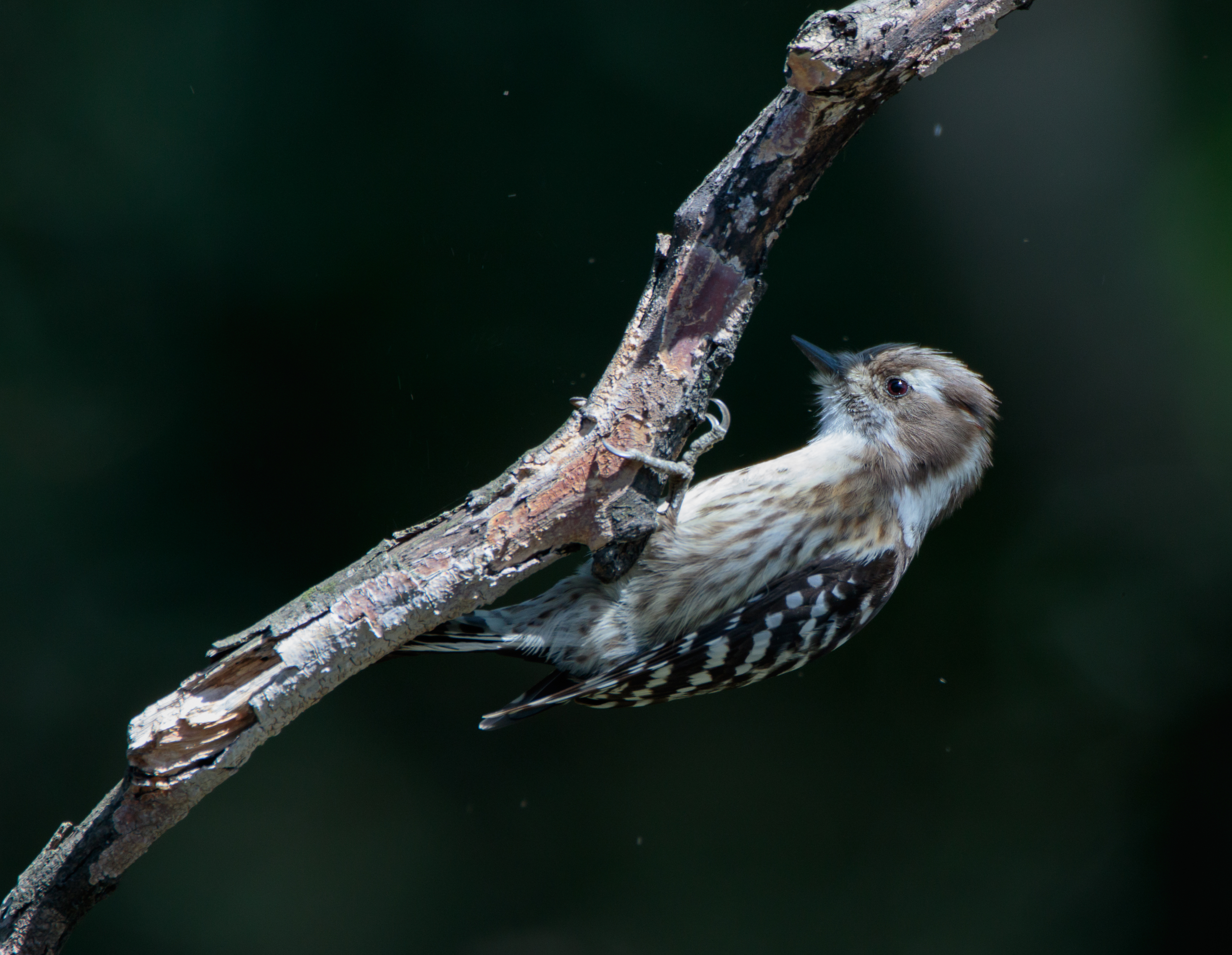
Kizukispett i Osaka, Japan.

### Läte
Bland lätena hörs korta "khit" och "kzz". Fågeln trummar, dock svagt och i korta salvor.

## Utbredning och systematik
Kizukispetten förekommer i sydöstra Ryssland, nordöstra Kina, på Koreahalvön samt i Japan. Den delas numera vanligen in den i tio till elva underarter med följande utbredning:
- Yungipicus kizuki permutatus – nordöstra Kina, sydöstra Sibirien och norra Korea
- Yungipicus kizuki seebohmi – Sachalin, södra Kurilerna och Hokkaido
- Yungipicus kizuki wilderi (inkluderas ofta i nippon[7] –  östra Kina (norra Hebei, Shandong)
- Yungipicus kizuki nippon – Sydkorea och Honshu
- Yungipicus kizuki shikokuensis – sydvästra Honshu och Shikoku
- Yungipicus kizuki kizuki – Kyushu
- Yungipicus kizuki matsudairai – Yakushima och Izuöarna
- Yungipicus kizuki kotataki – Tshushima och Okiöarna
- Yungipicus kizuki amamii – Amami-Ōshima
- Yungipicus kizuki nigrescens – Okinawa
- Yungipicus kizuki orii – Iriomote

### Släktestillhörighet
Tidigare placerades den i släktet Dendrocopos och vissa gör det fortfarande. DNA-studier visar dock att den står närmast tretåig hackspett (Picoides tridactylus) och förs numera oftast tillsammans med några andra asiatiska små hackspettar till Yungipicus.  Andra, som Birdlife International, inkluderar den dock i Picoides.

## Levnadssätt
Kizukispetten hittas i olika sorters löv- och barrskogar, både i låglänt och mer höglänt terräng (upp till 2100 meters höjd) samt även i parker och trädgårdar. Den påträffas i par eller blandade artflockar på jakt efter ryggradslösa djur och bär.

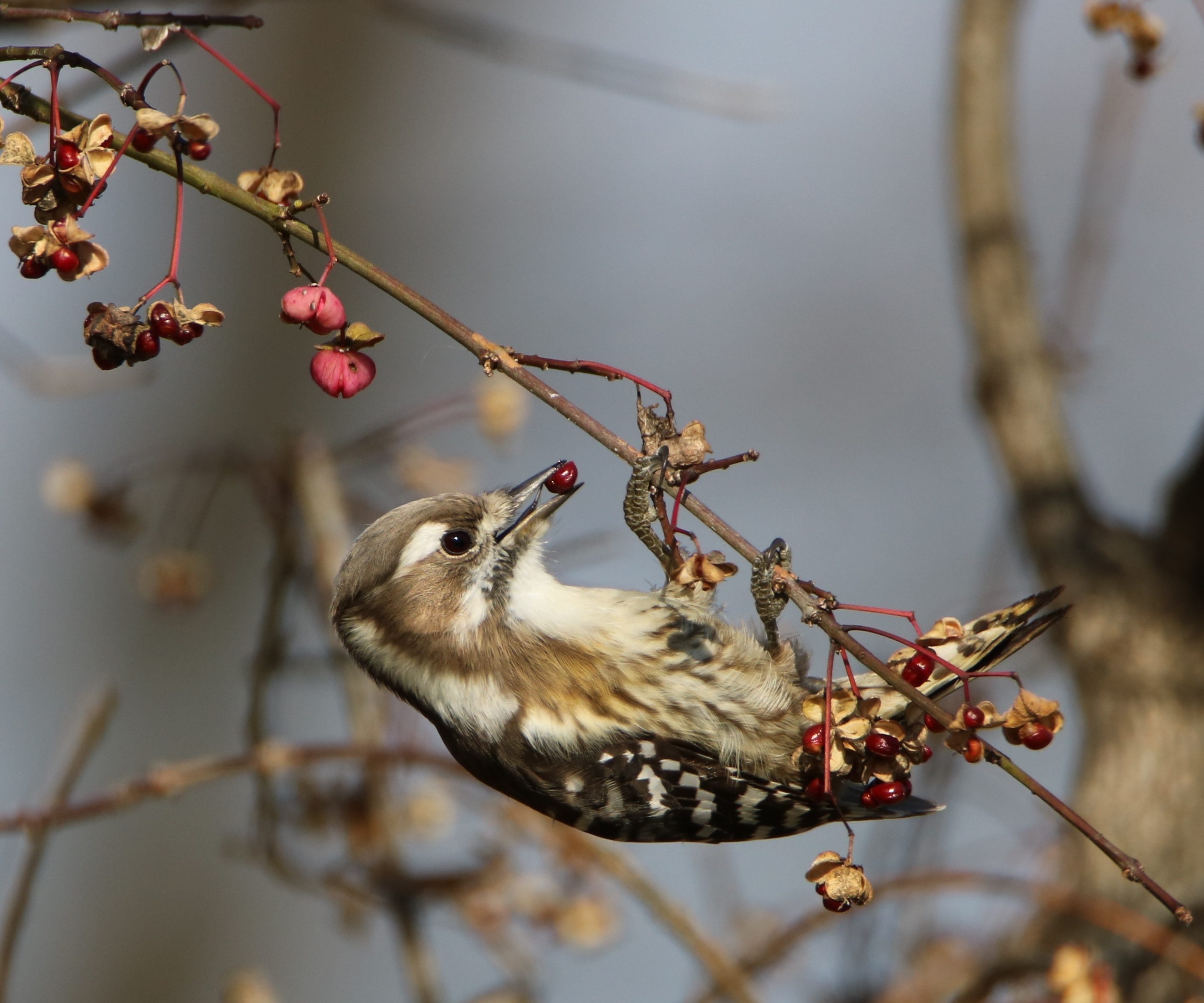
Kizukispett som äter bär från benvedsväxten Euonymus hamiltonianus.

### Häckning
Häckningen inleds i mars i södra Japan, i slutet av maj i norra delen av landet. Fågeln hackar ut ett bohål i en död gren, vari den lägger fem till sju ägg som ruvas i tolv till 14 dagar. Ungarna är flygga efter tre veckor.

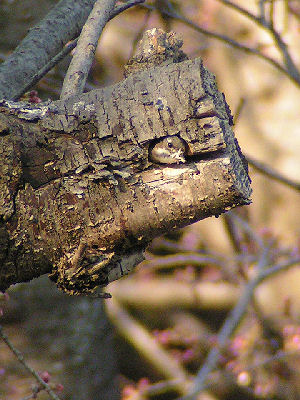
En kizukispett tittar ut från ett bohål.

## Status och hot
Arten har ett stort utbredningsområde, men tros minska i antal, dock inte tillräckligt kraftigt för att den ska betraktas som hotad. Internationella naturvårdsunionen IUCN listar arten som livskraftig (LC). Världspopulationen har inte uppskattats men den beskrivs som ganska vanlig till ovanlig.

## Namn
Fågelns svenska och vetenskapliga artnamn kommer av det franska namnet “kisuki” som Temminck gav arten, baserat på det förmodade japanska namnet "kizuki" för en hackspett.